# Göteborgsstudien om barn med DAMP
Göteborgsstudien om barn med DAMP var en populationsbaserad uppföljningsstudie av sexåriga barn från Göteborg som påbörjades 1977 och som var inriktad på den numera obsoleta diagnosen ”damp”.

## Studien

### Första delen
Den första delen av studien var konstruerad huvudsakligen av Christopher Gillberg och Peder Rasmussen. Förskollärare i Göteborgsområdet fick besvara ett frågeformulär med en serie ja/nej-frågor, i syfte att identifiera barn som möjligen hade MBD. Med hjälp av frågeformuläret delades barn in i antingen en hög-index eller låg-index grupp.
(Frågeformuläret baserades på en tidigare pilotstudie). Forskarna använde en rent operationell (symptombaserad) definition av MBD som hade konstruerats speciellt för studien. Denna definition kom senare att kallas DAMP.
Forskarna erhöll frågeformulär om mer än 3400 barn, som motsvarar ungefär 72 % av den totala populationen. 340 barn (10 %) bedömdes, utifrån frågeformuläret, ha problem som kunde tyda på MBD. Av denna grupp på 340 valdes alla barn som verkade ha mest allvarliga problem, och en slumpvis sampling av de övriga, ut för en mer noggrann undersökning.
I den slutliga undersökningen fanns det 22 barn (14 pojkar och 8 flickor) i hög-risk-gruppen och 60 barn (52 pojkar och 8 flickor) i låg-index-gruppen.  Dessa jämfördes med en slumpmässigt utvald kontrollgrupp. Kontrollgruppen bestod (till slut) av 59 barn (29 pojkar och 30 flickor) . Av totalt 141 barn, diagnostiserades 42 (33 pojkar och 9 flickor) med DAMP. Av de 42 var 40 i index-gruppen (18 i hög-index-gruppen) och 2 i kontrollgruppen   
Alla barn var i början i åldern 6–7 år (födda 1971) och var från Göteborg .
Resultaten av den första delen av studien publicerades i internationella tidskrifter, samt i Gillbergs och Rasmussens avhandlingar .

### Andra delen
En uppföljning gjordes av barnen vid 10 och 13 års ålder, samt sammanfattades i bland annat Carina Gillbergs avhandling.

### Tredje delen
Vid 16 års ålder följdes barnen upp igen.

### Fjärde delen
Slutligen undersöktes barnen vid 22 års ålder . Dessa resultat publicerades .

## Eva Kärfves bokHjärnspöken
Sociologen Eva Kärfve blev intresserad av uppmärksamhetsstörningar i samband med att hennes barn började dagis, där personalen diskuterade barn i medicinska termer. Hon publicerade sedermera boken Hjärnspöken – DAMP och hotet mot folkhälsan. där hon menade att DAMP-diagnosen i stort sett är en variant av den i internationella sammanhang förkastade diagnosen MBD, och att den behandling som neuropsykiatrin förespråkar uteslutande går ut på segregation. Efter publiceringen av boken fick Kärfve stark kritik från förespråkarna av DAMP-diagnosen, och psykiatrikern Sten Levander ansåg att hon borde avskedas och hennes forskningsmedel dras in. Kärfve har dock fått stöd av ett antal forskare runt om i landet .

## Anklagelser om forskningsfusk
Barnläkaren Leif Elinder begärde den 13 april 2002 en granskning av huruvida god forskningssed hade iakttagits i Göteborgsstudien..
Den 3 juni 2002 beslutade det etiska rådet att föreslå akademistyrelsen (för Sahlgrenska akademin) att lämna Elinders skrivelse utan åtgärd .
Kärfve begärde därefter den 25 juni 2002 en granskning av Göteborgsstudien . Etiska rådet vid Sahlgrenska akademin kontrollerade namn och personnummer på alla personer som ingick i studien utan att hitta något fusk. Det etiska rådet föreslog den 24 februari 2003 att styrelsen för Sahlgrenska akademin skulle lämna Kärfves skrivelse utan åtgärd .

## Begäran om utlämnande av delar av Göteborgsstudien för granskning
Kärfve begärde dessförinnan, den 19 februari 2002, tillgång till material från Göteborgsstudien . Leif Elinder begärde i juli 2002 tillgång till material från Göteborgsstudien .
Kärfves begäran om tillgång till materialet avslogs av Göteborgs universitet 2002-02-27 . Kärfve överklagade den 15 mars 2002 beslutet till kammarrätten och begärde att materialet skulle lämnas ut med förbehåll  eller med anonymisering av känsliga uppgifter . Kammarrätten upphävde 2002-06-10 det överklagade beslutet och återförvisade ärendet till Sahlgrenska akademin för ny handläggning . Kammarrätten anförde att det inte prövats om ett utlämnande av avidentifierade uppgifter utan att risk för men uppstår var möjligt. Sahlgrenska akademin hade heller inte tagit ställning till om risk för men kunde undanröjas genom att förbehåll  ställs upp vid ett utlämnande av uppgifterna till Kärfve..
Deras begäran om tillgång till materialet avslogs av Göteborgs universitet . Kärfve och Elinder överklagade besluten. Kammarrätten i Göteborg beslutade den 6 februari 2003 att Elinder och Kärfve skulle få tillgång till materialet, och att universitetet skulle bestämma de förbehåll som skulle gälla för skyddet för enskilda personers intressen
Göteborgs universitet, Christopher Gillberg samt en pappa till en deltagare i Göteborgsstudien ansökte om resning i de genom kammarrättens båda domar avgjorda målen. Samtidigt begärdes att Högsta förvaltningsdomstolen (som då hette Regeringsrätten) skulle förordna att domarna tills vidare inte fick verkställas (inhibition). I beslut den 4 april 2003 avvisade Högsta förvaltningsdomstolen samtliga resningsansökningar .
Universitet bestämde den 7 april 2003 vilka villkor Kärfve var tvungen att följa för att få tillgång till materialet (förbehåll):
- 1) att uppgifterna bara fick användas inom det av Vetenskapsrådet finansierade forskningsprojektet ”Det neurogenetiska paradigmet: etableringen av en ny grand theory i Sverige”,
- 2) att hon inte fick lämna vidare sådana uppgifter i utlämnade handlingar som hänförde sig till psykologisk, medicinsk, psykiatrisk eller neurologisk undersökning eller behandling, eller rörde enskilds personliga förhållanden, om inte uppgifterna hade en sådan form att de inte kunde hänföras till någon enskild,
- 3) att hon inte från de lokaler där hon skulle få ta del av handlingarna fick föra bort kopior av dem,
- 4) att hon inte från lokalerna fick föra bort avskrift av handlingar som innehöll uppgift om psykologisk, medicinsk, psykiatrisk eller neurologisk undersökning eller behandling, eller rörde enskilds personliga förhållanden, om inte uppgifterna hade en sådan form att de inte kunde hänföras till någon enskild,
- 5) att avskrifter av utlämnade handlingar som innehöll uppgift om psykologisk, medicinsk, psykiatrisk eller neurologisk undersökning eller behandling, eller rörde enskilds personliga förhållanden samt anteckningar angående sådana undersökningar, behandlingar eller förhållanden ur handling som lämnats ut till henne, skulle förstöras när det under 1) ovan nämnda forskningsprojektet var avslutat, dock senast den 31 december 2004,
- 6) att hon fick ta del av handlingarna i universitetets lokal på Medicinaregatan 16 i Göteborg under normal kontorstid samt endast i närvaro av tjänsteman från universitetet,
- 7) att berörda enskilda personer ska lämnas sitt godkännande till att handlingar lämnas ut till Kärfve,
- 8) att uppgifter i utlämnade handlingar får användas endast efter godkänd prövning i medicinsk forskningsetisk kommitté,
- 9) att Kärfve får ta del av handlingarna till och med 30 september 2003, samt
- 10) att endast en person får ta del av handlingarna samtidigt.[24]

Efter att Kärfve överklagat vissa av förbehållen beslutade Kammarrätten den 11 augusti 2003 att upphäva villkoren 7–10 som universitetet ställt upp. Villkoren 1–6 skulle dock fortfarande följas av Kärfve..
Gillberg ansökte om resning av kammarrättens beslut 2003-08-11 vad gäller beslut om utlämnande till Kärfve samt Elinder. Gillberg ansökte även om inhibition av kammarrättens domar. Högsta förvaltningsdomstolen avvisade hans resningsansökningar den 5 november 2003 .
Styrelsen för Göteborgs universitet beslutade 22 januari 2004 dels ”att tillstyrka att rektor meddelar Kärfve att det aktuella förbehållet i kammarrättsdomen inte är uppfyllt och att hon därmed inte har rätt att ta del av forskningsmaterialet i enlighet med begäran”, dels ”att uppdra åt rektor att utforma ytterligare förbehåll som säkerställer att Leif Elinder har det berättigade intresse av att få ta del av forskningsmaterialet som hävdas i sakframställan”. Den 27 januari 2004 meddelade prorektorn vid Göteborgs universitet Kärfve att rektor fann att hon inte kunde ta del av det aktuella forskningsmaterialet med hänvisning till det av Göteborgs universitet uppställda och av kammarrätten accepterade förbehållet. Beträffande Leif Elinder uppställde rektorn – utöver de gällande förbehållen – den 2 februari 2004 ytterligare ett förbehåll enligt vilket Elinder skulle visa att det ingick i hans arbetsuppgifter hos Uppsala kommun att granska eller i övrigt skaffa sig kännedom om grundmaterialet för den aktuella forskningen. Efter skrivelser från Elinder fattade rektor den 10 februari och den 18 februari 2004 ytterligare beslut i saken i vilka han konstaterade att Elinder inte uppfyllde det förbehåll som uppställts i beslutet den 2 februari..
Kammarrätten i Göteborg förordnade i domar den 4 maj 2004 (mål nr 1070-2004 och 1148-2004) att universitetets ”nya” beslut rörande Elinders och Kärfves rätt att ta del av allmänna handlingar skulle upphävas..

## Förstöring av forskningsmaterialet
Den 6 maj 2004 meddelade Göteborgs universitet avdelningen för barn- och ungdomspsykiatri att avdelningen nu måste ombesörja att de berörda handlingarna fanns tillgängliga. Den 9 maj 2004 lät tre medarbetare till Gillberg, Peder Rasmussen, Carina Gillberg och Kerstin Lamberg, meddela rektorn att de den 7 maj – 9 maj 2004 hade destruerat det aktuella forskningsmaterialet.

## Åtal mot befattningshavare vid Göteborgs universitet
I juni 2005 fälldes Christopher Gillberg och rektorn för Göteborgs universitet för att inte ha överlämnat materialet till Kärfve och Elinder. Christopher Gillberg fick villkorlig dom, och rektorn fick böter. I mars 2006 fälldes de tre medarbetarna vilka bland annat inkluderade Gillbergs fru, för att ha förstört 22 hyllmeter forskningsdokument. Detta skedde efter att kritiker upprepade gånger givits laglig rätt av domstol att granska materialet. Gillberg fördömde inte sina medarbetares handlingar. Alla de tre fick villkorlig dom och böter.

## Anmälan till Europadomstolen
Gillberg har sedan dess lämnat in en anmälan om saken till Europadomstolen i Strasbourg. I anmälan menade Gillberg att ”det är orimligt att han först tvingas av staten att ge starka löften om sekretess för att kunna bedriva medicinsk forskning, och sedan ... att han tvingas av staten bryta mot hundratals förbindelser om sekretess ... att jag åtalas av staten, och slutligen, döms som en brottsling av den svenska staten eftersom jag inte har brutit de sekretesslöften som jag enligt statens instruktion var tvungen att ge” . Också Europadomstolen gick emot Gillbergs ståndpunkt.

## Debatt
Gillbergs kritiker menade att professionella personer, under sekretessförbehåll med straffansvar, bör tillåtas granska forskning som de själva ställer sig frågande inför
Kritikerna menade vidare att Gillberggruppen handlar inkonsekvent då man begär att Europadomstolen skall pröva om forskares sekretesslöften skall gå före offentlighetsprincipen (och domar i domstol) mot bakgrund av att Gillberggruppen själva brutit mot givna löften då man tidigare begärt att Göteborgs universitet skyndsamt skulle organisera en utomstående och oberoende granskning.
De som försvarar Gillberg har å andra sidan anfört att han inte har rätt att bryta det sekretesslöfte han lämnat till sina patienter och därför inte kan lämna ut journalerna, som bland annat innehöll detaljerad information om försökspersonernas (och deras familjemedlemmars) psykiska sjuklighet, drogmissbruk och sexuella läggning. Att lova långtgående sekretess till försökspersoner är ett krav som etiska kommittéer världen över ställer för att kliniska studier över huvud taget skall få inledas. Argumentet att ”professionella personer” skall få ta del av sekretessbelagda uppgifter är, menade Gillbergs försvarare, inte hållbart eftersom ett mycket stort antal personer i så fall skulle ha rätt att läsa medicinska journaler, vilket inte är förenligt med Helsingforsdeklarationen om patientsekretess. Undantaget är, menade försvararna, om det finns välgrundade misstankar om brottslighet eller oredlighet i forskning – i så fall kan oberoende experter tillkallas för att, under sekretess och straffansvar, granska dessa anklagelser. Några bevis för att fusk förekommit i Gillbergs studie har sedan det empiriska materialet förstördes aldrig framkommit. Försvararna av DAMP-diagnosen menade att de fynd som redovisas i Göteborgsstudien om DAMP/ADHD överensstämmer med resultaten i senare internationella studier.